# Bahnhof Heilbronn Süd
Der Bahnhof Heilbronn Süd lag in der Heilbronner Südstadt und war der Endbahnhof der im Jahr 1900 eröffneten, schmalspurigen Bottwartalbahn. Über eine Verbindungsbahn war der Südbahnhof an die Bahnstrecke Crailsheim–Heilbronn und damit an den Heilbronner Hauptbahnhof angeschlossen. Der Bahnhof diente bis 1966 auch dem Personenverkehr, danach noch in begrenztem Umfang der Güterabwicklung bis zur Einstellung des Betriebs 1999 mangels Verkehrsaufkommen. Das Empfangsgebäude wurde bereits 1976, nach Stilllegung des Personenverkehrs 1966, abgerissen, die Reste der Anlage in den 2010er Jahren.

## Geschichte

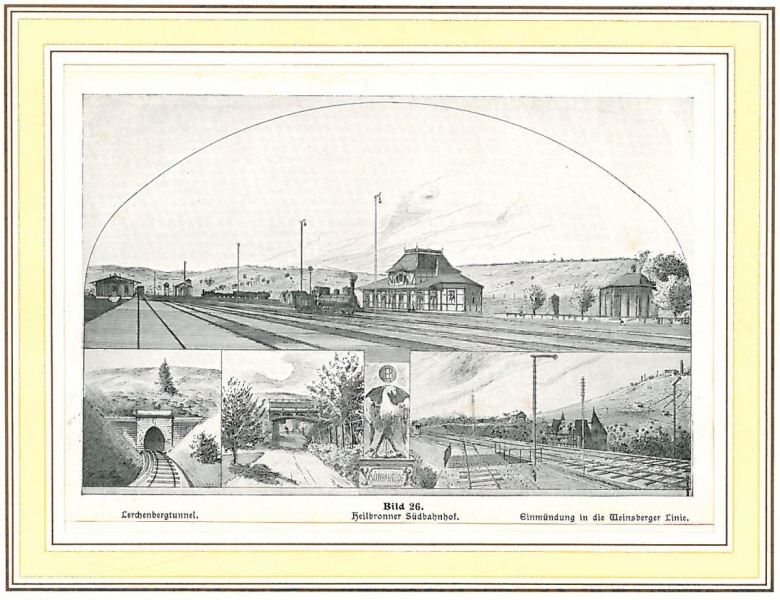
Heilbronner Südbahnhof, Lerchenbergtunnel, Einmündung in die Weinsberger Linie

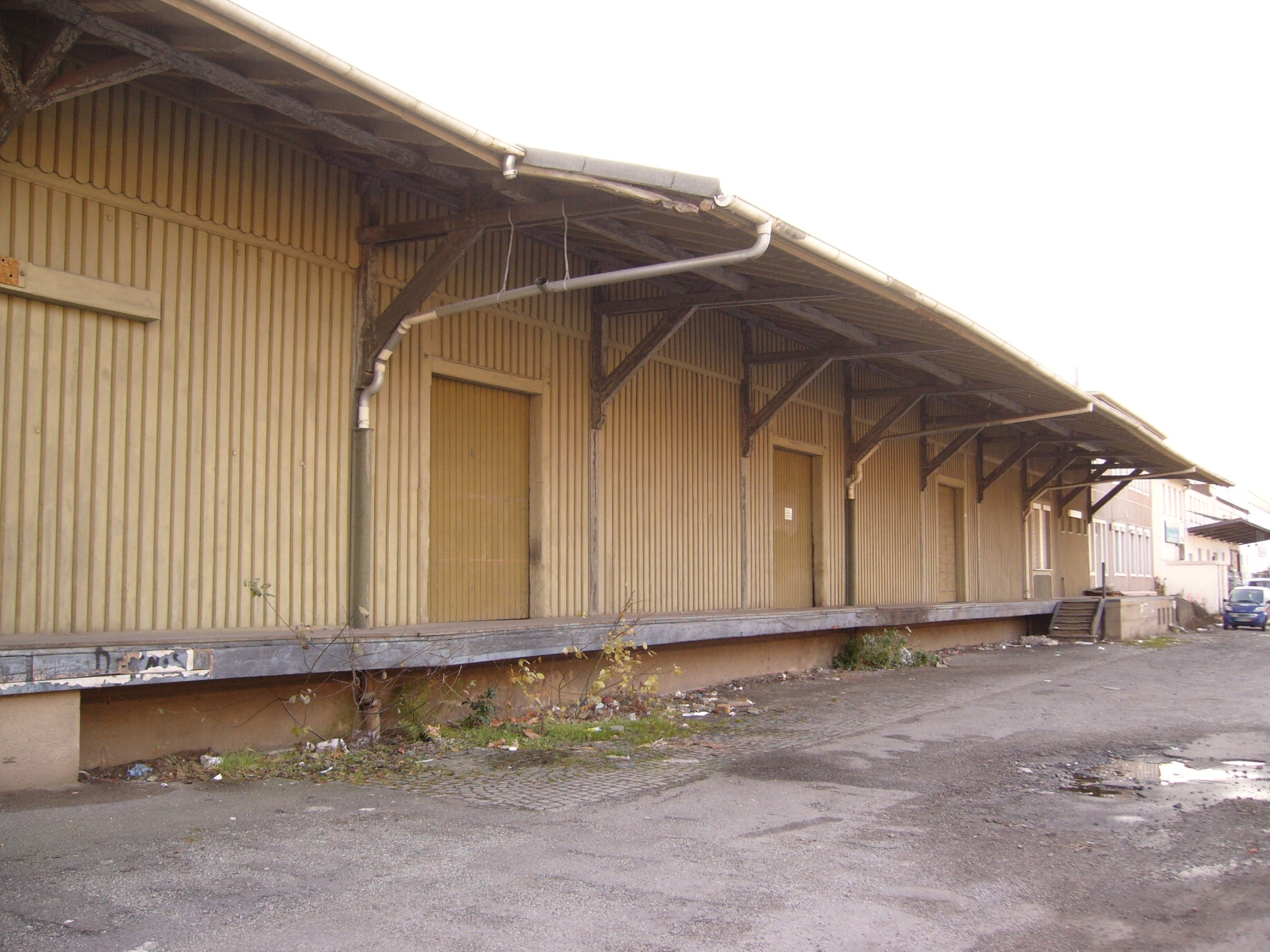
Güterschuppen des Heilbronner Südbahnhofs

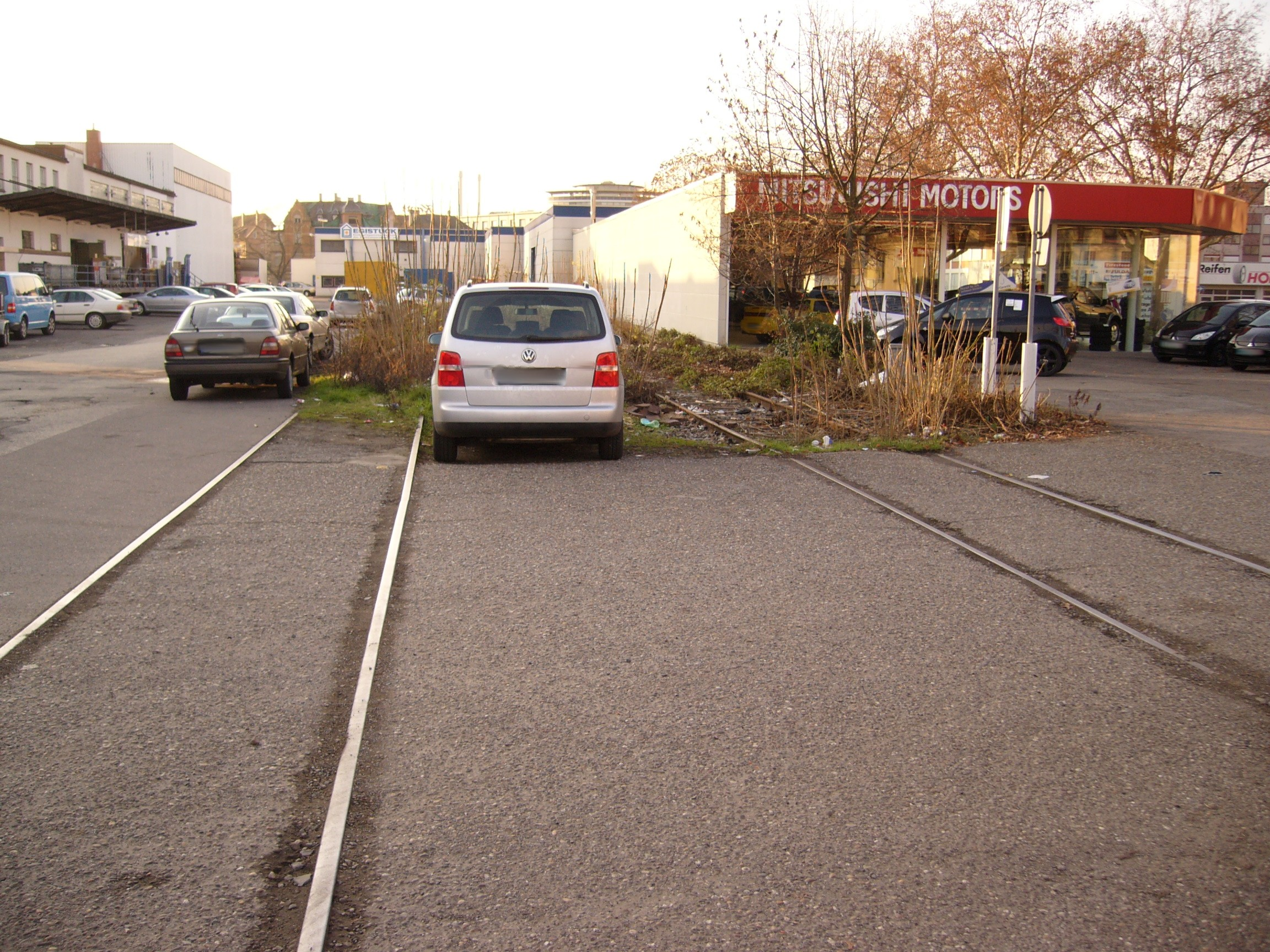
Ehemalige Gleise 10 und 11

Der Heilbronner Gemeinderat stellte bereits 1891 einen Antrag für einen normalspurigen Gleisanschluss für das Industriegebiet im Süden der Stadt zum Hauptbahnhof. 1896 wurde als Endbahnhof für die Schmalspurbahn Marbach–Heilbronn ein Südbahnhof in Heilbronn vorgesehen. Hier sollte der Übergang zwischen Schmalspur und Normalspur stattfinden sowie eine normalspurige Verbindung zum Heilbronner Hauptbahnhof hergestellt werden.
Es wurden verschiedene Varianten diskutiert, wie man den Südbahnhof an den Hauptbahnhof anbinden könnte:
- Sontheim–Südbahnhof–Lerchenbergtunnel–Einmündung in die Strecke von Crailsheim
- Sontheim–Südbahnhof–über die spätere Oststraße–Einmündung in die Strecke von Crailsheim (ohne Tunnel)
- Sontheim–über den Neckar an den Böckinger Rangierbahnhof

Die Entscheidung fiel schließlich auf eine normalspurige Verbindung durch das Wannental mittels eines Tunnels durch den Lerchenberg, vorbei am Heilbronner Hauptfriedhof, über die Jägerhausstraße und schließlich einem Anschluss an die Strecke Crailsheim–Heilbronn.
Nach langen Diskussionen zwischen Heilbronner Gemeinderat, dem damaligen Oberbürgermeister Hegelmaier und der königlich-württembergischen Eisenbahndirektion einigte man sich schließlich darauf, dass die erforderlichen Grundstücke für die Gleisanlagen von der Stadt zu erwerben seien und dass diese kostenlos sowie lastfrei an die Eisenbahn übergehen. Die Stadt hatte darüber hinaus eine finanzielle Beteiligung am Eisenbahnbau von 115.000 Mark zu leisten. Am 23. September 1897 wurde eine entsprechende Vereinbarung unterzeichnet.
Die Eröffnung des Bahnhofs fand am 1. Dezember 1900 zusammen mit der Betriebseröffnung des letzten Teilstückes der Bottwartalbahn ohne große Feierlichkeiten statt.
Am 11. April 1901 wurde die Verbindungsbahn Heilbronn-Süd–Abzweig Pfühl eröffnet, und der Bahnhof konnte seinen Betrieb vollständig aufnehmen.

## Betrieb
Auf dem Bahnhof fand die Übergabe von Gütern zwischen Normal- und Schmalspur statt. Kleinere Unternehmen haben ihre Ware direkt am Bahnhof verladen, einige große Unternehmen besaßen einen Gleisanschluss.

### Anlagen
Neben einem kleinen Lokschuppen und einer 8 m Drehscheibe war eine Bekohlungsanlage mit elektrisch betriebenem Kran für die Lokomotivbeschickung mit Hunten vorhanden. Für den Güterverkehr bestand ein Güterschuppen mit Umladerampe zwischen Schmal- und Normalspur.

### Güterverkehr

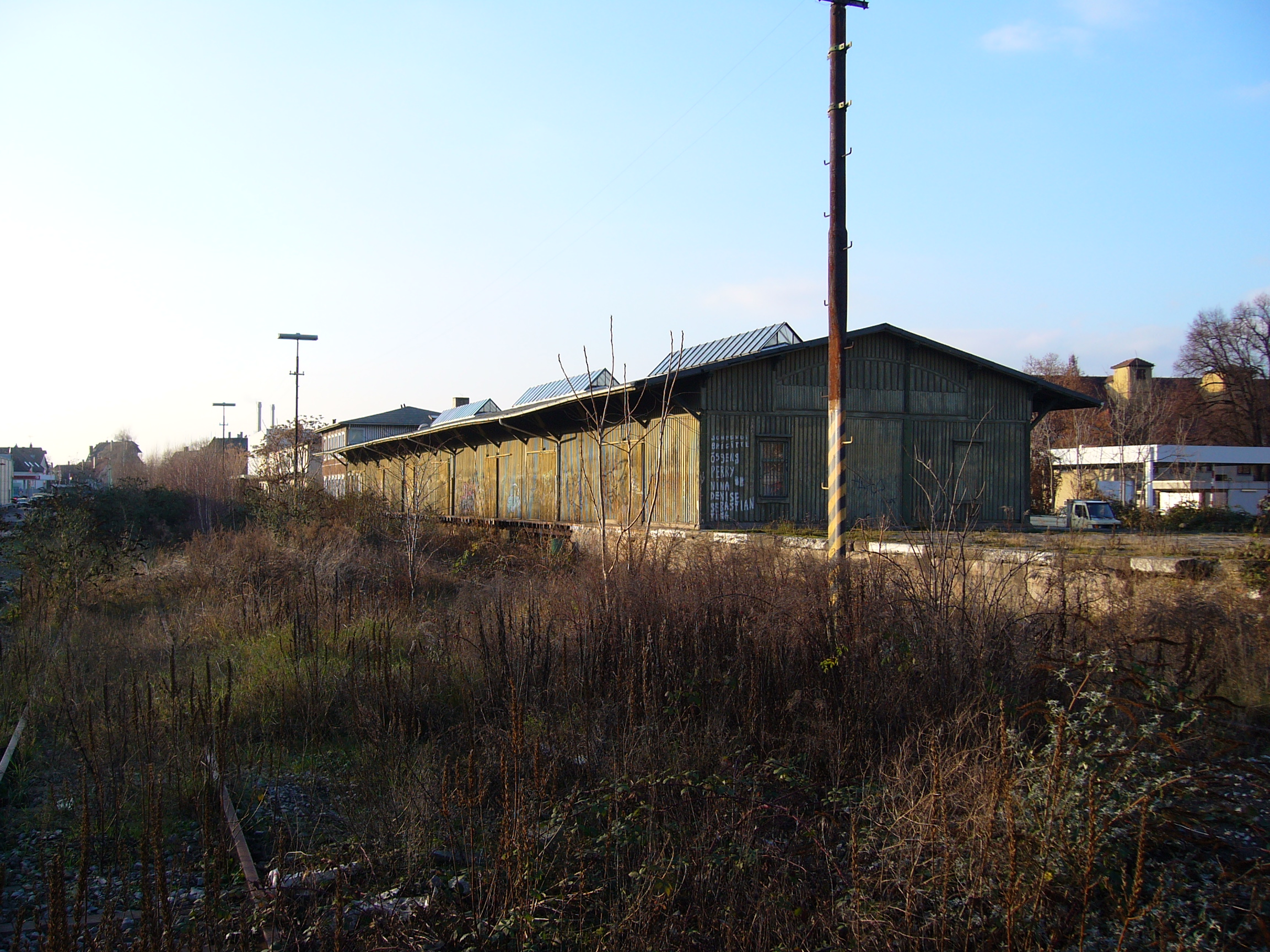
Alter Güterschuppen des Südbahnhofs im Dezember 2006

Als Güterbahnhof hatte der Südbahnhof lange Zeit eine relativ große Bedeutung, da viele namhafte Unternehmen ihre Waren am Südbahnhof umgeschlagen haben und er bis zu acht Unternehmensgleisanschlüsse bediente. Ein Großteil des Bedarfs der Heilbronner Einwohner an Obst und Gemüse wurde hier umgeladen. Normalspurige Güterzüge konnten auf Rollschemel aufgebockt und so ohne Umladen auf der Schmalspur transportiert werden. Nach dem Zweiten Weltkrieg existierte zeitweise auch Straßenrollerbetrieb. Vereinzelt wurden auch Fahrzeuge und Panzer der in Heilbronns Süden stationierten US-Army verladen sowie Schaustellerzüge abgefertigt.
Großes Ereignis war die jährliche Zuckerrübenernte, da die Zuckerfabrik Heilbronn über die Bottwartalbahn und den Südbahnhof mit Rüben beliefert wurde. Nach der Inbetriebnahme der neuen Offenauer Zuckerfabrik brach nach 1970 ein bedeutender Teil des Güteraufkommens weg. Das Unternehmen Seifenwerke Flammer stellte zum Ende des Jahres ebenfalls den Betrieb ein.
Güteraufkommen 1965:
- Wagenladungsverkehr: Ankunft von 12.340 Güterwagen (davon 5.000 Wagen mit 100.000 t Rüben) und Abfahrt von 3.450 Wagen
- Stückgutverkehr: 12.000 Sendung zu 1.770 t empfangen und 23.400 Sendungen zu 2.774 t versandt
- Durchgangsverkehr: 826 t Stückgut umgeladen

### Personenverkehr
Der Südbahnhof war Endbahnhof der Bahnstrecke Marbach–Heilbronn. In der Planungsphase des Bahnhofs und der Bahnstrecke war auch geplant, einen Personenbetrieb vom Heilbronner Hauptbahnhof über die Verbindungsbahn bis nach Sontheim durchzuführen, was jedoch nicht realisiert wurde. Nach dem Zweiten Weltkrieg verkehrten zeitweilig Arbeiterzüge von Eppingen über den Südbahnhof nach Sontheim. Ankommende Reisende, welche über den Hauptbahnhof weiterreisen wollten, mussten die Straßenbahn Heilbronn benutzen, welche die beiden Bahnhöfe verband. Diese wiederum wurde 1951 durch den bis 1960 verkehrenden Oberleitungsbus Heilbronn ersetzt.

## Niedergang

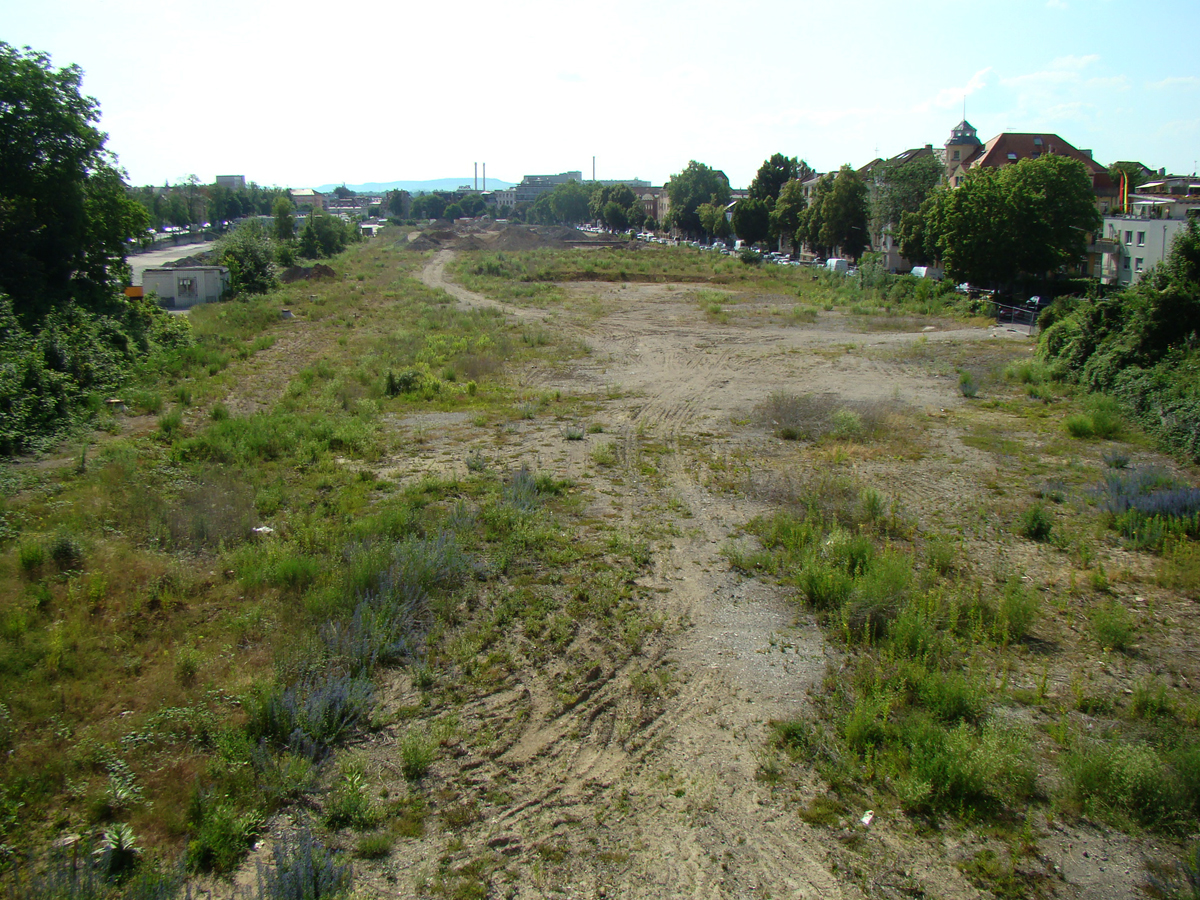
Brachfläche an der Stelle des Bahnhofs 2015

Mit dem Niedergang der Bottwartalbahn wurde auch der Betrieb am Südbahnhof immer mehr ausgedünnt. Die Gleise nach Sontheim wurden, laut Bundesbahn, 1968 wegen namhafter Unternehmen beibehalten. Im Oktober 1967 wurde die Güterabfertigungsstelle Südbahnhof dem Heilbronner Hauptbahnhof zugeordnet. Seitens der Bundesbahn wurde jedoch betont, dass der Südbahnhof auch nach der Stilllegung der Bottwartalbahn nicht zur Disposition stehe. Zum 1. April 1975 gingen die Abfertigungsbefugnisse für Stück- und Expressgut im Zuge einer Neukonzeption der Deutschen Bahn auf den Hauptbahnhof über.
Das Unternehmen Knorr, jetzt Unilever Bestfoods, war der letzte Betrieb, der über den Bahnhof Güter abfertigte. DB Cargo stellte zum 30. September 1999 die Verkehrsbedienung wegen mangelnden Verkehrsaufkommens auf der Schiene ein, wodurch Unilever Bestfoods seinen Transport mit LKWs abwickeln musste. Damit waren der Bahnhof und die Strecke Abzweig Pfühl–Südbahnhof ohne Verkehr.

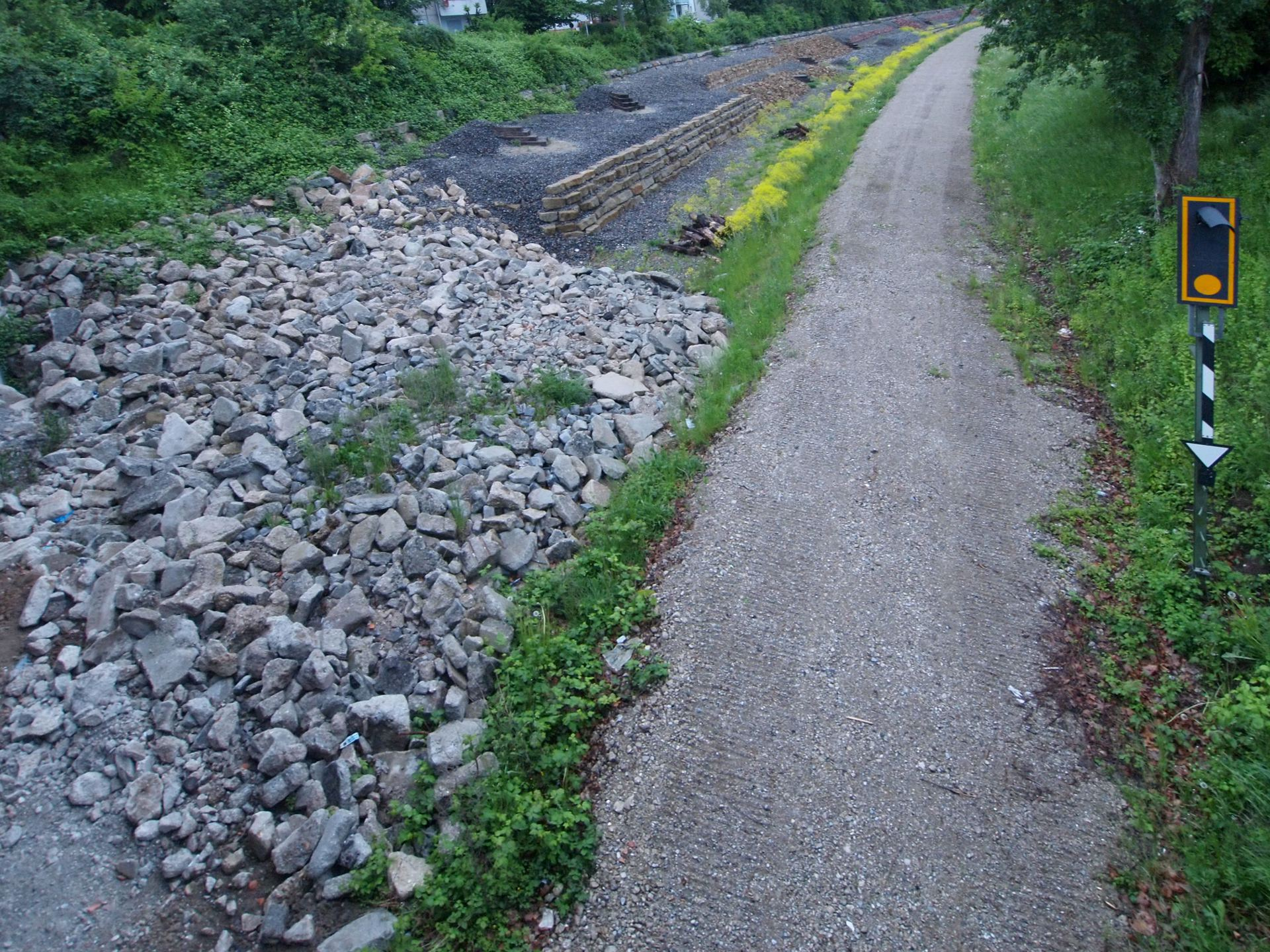
Die abgebaute Verbindungsbahn 2014

Die Gleisanlagen und Gebäude der Schmalspurbahn wurden kurz nach Stilllegung derselben abgebaut. Das alte, verfallene Empfangsgebäude wurde nicht mehr benötigt und ebenfalls abgerissen. Am 2. Mai 1970 wurde ein 10 m hohes Backsteingebäude sowie ein Kranfundament gesprengt.
Der Personenverkehr wurde am 26. September 1966 eingestellt. Auf die Stilllegung der Schmalspurbahn am 31. Dezember 1968 folgte am 28. Mai 1976 das normalspurige Teilstück Talheim–Sontheim und am 15. August 2000 die Verbindungsbahn zum Hauptbahnhof und damit das endgültige Ende der Geschichte des Bahnhofs im Heilbronner Süden.
In seinen Glanzzeiten beschäftigte die Bundesbahn bis zu 30 Beamte und Arbeiter am Bahnhof.

## Umnutzung
Seit den 1990er Jahren wird über ein neues Wohngebiet auf dem Areal des Bahnhofs diskutiert. 2009 übernahm die ehemalige Bahn-Tochtergesellschaft Aurelis das 5,6 Hektar große Gelände und begann mit dem Abriss nicht mehr genutzter Gebäude.
Nachdem 2012 das Bebauungsplanverfahren lief, wurde Mitte 2013 der neue Bebauungsplan für das Areal des ehemaligen Südbahnhofs verabschiedet. Dieser sieht vor, auf dem Gelände Wohnraum in Form eines neuen Stadtquartiers mit rund 380 Wohnungen und rund 800 Bewohnern zu schaffen. Einzelne Gewerbe- und Bürobauten sollen dazu kommen. Der Beginn der Bauarbeiten war für Ende 2013, die Fertigstellung erster Wohnungen für Ende 2014, der Abschluss des Projekts für 2019 vorgesehen.

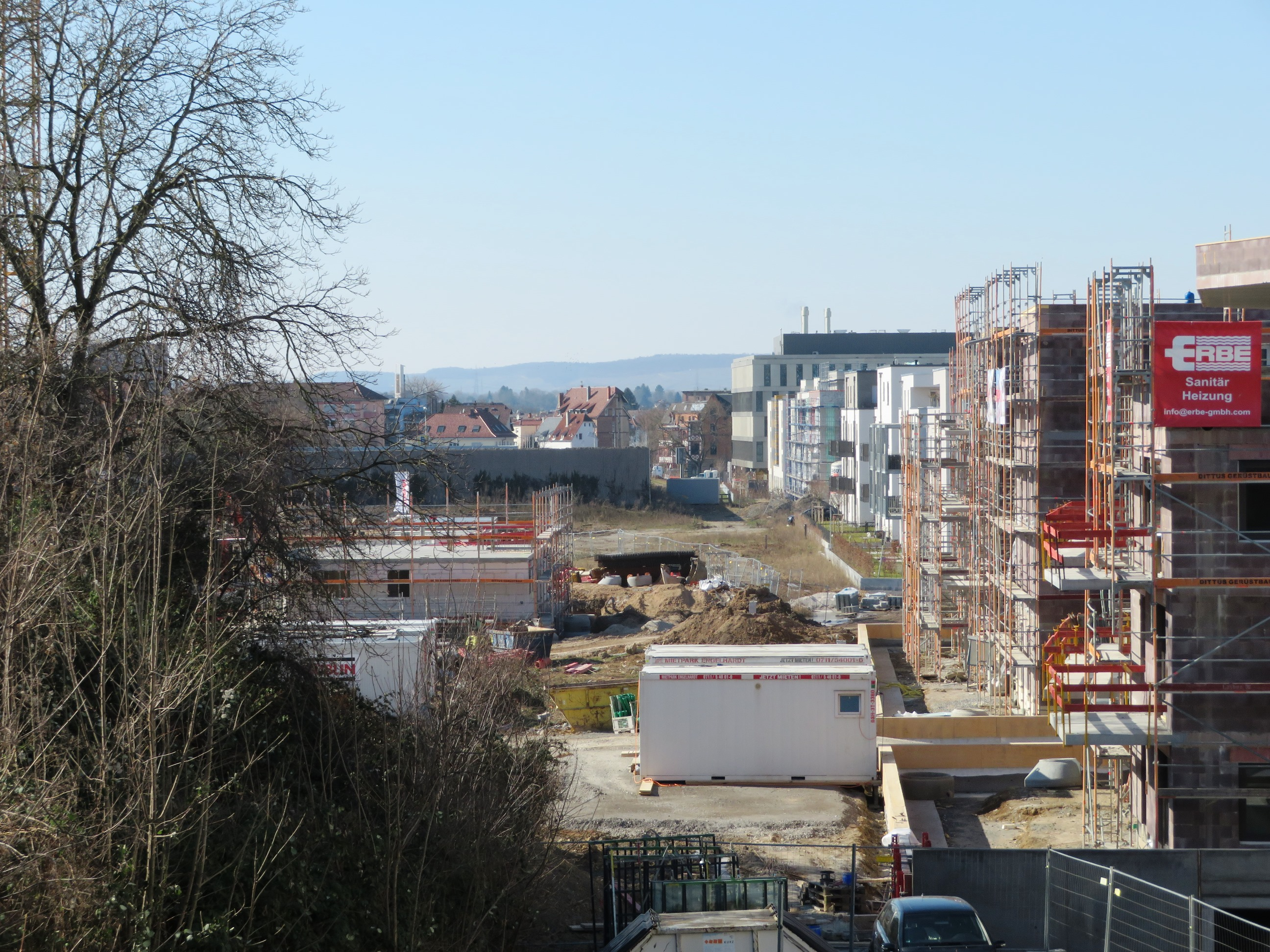
Baustelle auf dem ehemaligen Südbahnhof Heilbronn 2018

2017 befürwortet die Lokale Agenda 21 die „Fortführung der Südachse ins Zabergäu und ins Bottwartal“. Eine Reaktivierung des Südbahnhofs und des Lerchenbergtunnels sei dafür zwingend nötig.